# 日本生活教育連盟
日本生活教育連盟（にほんせいかつきょういくれんめい）とは教育に関する研究を行う民間団体。
占領下の1948年（昭和23年）10月30日にコア・カリキュラム連盟として結成された。
アメリカのジョン・デューイを源流とする学習効率最優先のカリキュラムであるものの、知情意の面で学習心理を無視する問題があり、数学者の岡潔から批判された。教える側から見た顕在的カリキュラムと教わる側から見た潜在的カリキュラムがあり、前者は意識的で、後者は無意識的だった。日本では前者の比率が高かった。
このような経緯の中、1953年に現在の名称に改正され、以降の活動は草創期と比して規模が縮小した。
本部は和光学園の和光小学校にある。現在、機関誌『生活教育』を発行している。生活科の開設以来、改めて脚光を浴びることとなったほか、2000年代には医歯薬看護領域の一部でコア・カリキュラムの導入が図られた。